# Cryptophagus falcozi
Cryptophagus falcozi är en skalbaggsart som beskrevs av Jan Roubal 1927. Cryptophagus falcozi ingår i släktet Cryptophagus, och familjen fuktbaggar. Arten har ej påträffats i Sverige.